# سوبراتا میترا
سوبراتا میترا (زاده ۱۲ اکتبر ۱۹۳۰-درگذشت ۷ دسامبر ۲۰۰۱) فیلم‌بردار هندی بود که به خاطر فعالیتش در سه‌گانه آپو (۱۹۵۵–۱۹۵۹) مورد تمجید واقع شد، میترا اغلب به عنوان یکی از بزرگ‌ترین فیلمبرداران هندی در نظر گرفته می‌شود.

## حرفه
میترا در سن ۲۱ سالگی، که تا آن موقع هرگز یا دوربین سینما کار نکرده بود حرفه خود را به عنوان فیلمبردار با ساتیاجیت رای، فلمیساز معروف هندی در فیلم پاتر پانچالی (۱۹۵۵) شروع کرد. او در بسیاری از فیلم‌های بعدی رای، به همکاری خود با او ادامه داد. او به خاطر پیشگامی در استفاده از تکنیک نورپردازی بازتابی هنگام فیلمبرداری سه‌گانه آپو شناخته شده است. 

## فیلم‌شناسی
- ۱۹۵۵: پاتر پانچالی-کارگردان: ساتیاجیت رای
- ۱۹۵۶: آپاراجیتو-کارگردان: ساتیاجیت رای
- ۱۹۵۷: سنگ فیلسوف-کارگردان: ساتیاجیت رای
- ۱۹۵۸: اتاق موسیقی-کارگردان: ساتیاجیت رای
- ۱۹۵۹: دنیای آپو-کارگردان: ساتیاجیت رای
- ۱۹۶۰: الهه-کارگردان: ساتیاجیت رای
- ۱۹۶۲: کانگچنجونگا-کارگردان: ساتیاجیت رای
- ۱۹۶۳: خانه‌دار- کارگردان: جیمز آیووری
- ۱۹۶۳: شهر بزرگ-کارگردان: ساتیاجیت رای
- ۱۹۶۴: شارولاتا-کارگردان: ساتیاجیت رای
- ۱۹۶۵: شکسپیر والا- کارگردان: جیمز آیووری
- ۱۹۶۶: قهرمان-کارگردان: ساتیاجیت رای
- ۱۹۶۶: سه قسم
- ۱۹۶۹: آرچ (The Arch)
- ۱۹۶۹: گورو- کارگردان: جیمز آیووری
- ۱۹۷۰: بمبئی تاکی- کارگردان: جیمز آیووری
- ۱۹۷۴: مهاتما و مَد بوی (Mahatma and the Mad Boy)- کارگردان: اسماعیل مرچنت[۴]
- ۱۹۸۵: نیو دهلی تایمز - کارگردان: رامش شارما